# 240 (numero)
Duecentoquaranta (240) è il numero naturale dopo il 239 e prima del 241.

## Proprietà matematiche
- È un numero pari.
- È un numero composto, con 20 divisori: 1, 2, 3, 4, 5, 6, 8, 10, 12, 15, 16, 20, 24, 30, 40, 48, 60, 80, 120 e 240. Poiché la somma dei divisori (escluso il numero stesso) è 504 > 240, è un numero abbondante.
- È un numero altamente composto, infatti ha più divisori di tutti i numeri che lo precedono.
- È un numero semiperfetto, uguale alla somma di alcuni dei suoi divisori. È inoltre dato dalla concatenazione di 2 e 40, che sono suoi divisori[1].
- È un numero altamente totiente e allo stesso tempo scarsamente totiente.
- È un numero oblungo, ovvero della forma n(n+1).
- È un numero idoneo.
- È un numero 81-gonale.
- È un numero malvagio.
- È un numero rifattorizzabile in quanto divisibile per il numero dei propri divisori.
- È un numero di Harshad in base 10.
- Il sistema radicale di E8 possiede 240 vettori radicali.
- È il numero massimo di ipersfere di 8 dimensioni congruenti che possono essere tangenti ad un'altra ipersfera ottadimensionale senza intersecarsi.
- Può essere espresso in due modi diversi come somma di numeri primi consecutivi: 240=53+59+61+67=17+19+23+29+31+37+41+43.
- Può essere espresso in sei modi diversi come differenza di due quadrati: 240=16²-4²=17²-7²=19²-11²=23²-17²=32²-28²=61²-59².
- È il numero di distinte soluzioni del cubo soma.
- È parte delle terne pitagoriche (44, 240, 244), (54, 240, 246), (70, 240, 250), (100, 240, 260), (117, 240, 267), (128, 240, 272), (144, 192, 240), (161, 240, 289), (180, 240, 300), (238, 240, 338), (240, 252, 348), (240, 275, 365), (240, 320, 400), (240, 364, 436), (240, 418, 482), (240, 450, 510), (240, 551, 601), (240, 576, 624), (240, 700, 740), (240, 782, 818), (240, 884, 916), (240, 945, 975), (240, 1188, 1212), (240, 1430, 1450), (240, 1591, 1609), (240, 1792, 1808), (240, 2394, 2406), (240, 2875, 2885), (240, 3596, 3604), (240, 4797, 4803), (240, 7198, 7202), (240, 14399, 14401).
- È un numero pratico.
- È un numero congruente.

## Astronomia
- 240P/NEAT è una cometa periodica del sistema solare.
- 240 Vanadis è un asteroide della fascia principale del sistema solare.
- NGC 240 è una galassia spirale della costellazione dei Pesci.

## Astronautica
- Cosmos 240 è un satellite artificiale russo.

## Altri ambiti
- L'additivo alimentare E240 è il conservante formaldeide.
- +240 è il prefisso telefonico internazionale della Guinea Equatoriale.
- Fino al 1971, era il numero di pence contenute in una sterlina britannica.
- 240 V è una differenza di potenziale elettrico un voltaggio ora caduto in disuso, che era usato in Inghilterra ed Australia.
- È un numero associato a diversi modelli di automobile, come la Volvo 240, la Nissan 240SX, la Mercedes 240D e la Datsun 240Z, oltre ad un modello di autobus: il BredaMenarinibus Monocar 240